# Chaeronea
Chaeronea (gr.: Χαιρώνεια, Chaironeia) er en kommune/delstat i det boiotienske præfektur, Grækenland. Befolkningen er på 2.218 (2001).